# مقاطعة آبشوران
مقاطعة آبشوران (بالأذرية: Abşeron rayonu)‏ هي إحدى مقاطعات أذربيجان. يقدر عدد سكانها بـ 189,800 نسمة ومساحتها 1,360 كم2 .